# Северозападни семитски езици
Северозападните семитски езици формират подразделение в езиково семейство на семитските езици. Днес езиците от тази група се говорят приблизително от осем милиона души. Групата се дели основно на три клона: угаритски (изчезнал), ханаански (включително иврит) и староарамейски. Приема се, че северозападните семитски езици заедно с арабският формират по-голямата група на централносемитските езици.